# Rui Manuel Almeida Mendes
Rui Manuel Almeida Mendes, né le 1er août 1941 à Lisbonne et mort en septembre 1991, est une personnalité politique portugaise.

## Biographie
Rui Manuel Almeida Mendes, né le 1er août 1941 à Lisbonne, est député européen du 1er janvier 1986 au 13 septembre 1987.
Ses funérailles ont lieu en septembre 1991 en présence d'António Capucho.